# Lista de presidentes da Assembleia Nacional Popular da Guiné-Bissau

Lista de presidentes da Assembleia Nacional Popular da Guiné Bissau
| Nome                              | Inicio do mandato     | Fim do mandato         | Notas       |
| --------------------------------- | --------------------- | ---------------------- | ----------- |
| João Bernardo Vieira              | 1973                  | 1978                   | [ 1 ] [ 2 ] |
| ?                                 | 1978                  | 1980                   |             |
| Sem Legislativas                  | 1980                  | 1984                   | [ 1 ]       |
| Carmen Pereira                    | 14 de Maio de 1984    | 1989                   | [ 3 ]       |
| Tiago Aleluia Lopes               | 1989                  | 1994                   | [ 4 ]       |
| Malam Bacai Sanhá                 | 1994                  | Maio de 1999           | [ 5 ]       |
| ?                                 | 1999                  | 28 de Janeiro de 2000  |             |
| Jorge Malú                        | 28 de Janeiro de 2000 | 14 de Setembro de 2003 | [ 6 ]       |
| Sem Legislativas                  | 14 de Setembro 2003   | 7 de Maio 2004         |             |
| Francisco Benante                 | May 7 de Maio 2004    | 22 de Dezembro 2008    | [ 7 ]       |
| Raimundo Pereira                  | 22 de Dezembro 2008   | 9 de Janeiro de 2012   | [ 8 ]       |
| Manuel Serifo Nhamadjo (interino) | 3 de Março 2009       | 8 de Setembro 2009     |             |
| Manuel Serifo Nhamadjo (interino) | 9 de Janeiro de 2012  | 12 de Abril de 2012    |             |
| Ibraima Sori Djaló                | 17 de Maio de 2012    | 16 de Junho de 2014    | [ 9 ]       |
| Cipriano Cassamá                  | 16 de Junho de 2014   | atualidade             | [ 10 ]      |